# Monte Matto
Il Monte Matto è una montagna delle Alpi Marittime alta 3.097 m. È una delle vette principali, insieme al Monte Argentera e al Monte Gelàs, della Valle Gesso e delle Alpi Marittime.

## Caratteristiche
Si trova sullo spartiacque tra il vallone della Meris e la valle Gesso della Valletta, e ne costituisce il punto sommitale. La vetta è costituita da una lunga cresta (circa 600 m di sviluppo) che presenta quattro rilievi principali:
- cima Est (3088 m), la più accessibile
- cima Centrale (3097 m), il punto più elevato
- cima Bobba (3079 m)
- cima Verani, anche detta gendarme del Matto (3050 m)

La sommità del monte è ben visibile da gran parte della pianura cuneese. La sua forma è ben riconoscibile: si presenta infatti come una piramide asimmetrica con un evidente "dente" laterale, simile in ciò a come appare il Monviso dal versante meridionale.
Dal punto di vista geologico, la cresta costituisce un divisorio tra due zone distinte. Ad Est affiorano gneiss granitoidi biotitici, localmente granatiferi; ad ovest si alternano gneiss e migmatiti biotitiche, ed agmatiti anfiboliche con intercalazioni di altre anfiboliti. Si tratta comunque di variazioni secondarie all'interno della stessa formazione, il massiccio cristallino dell'Argentera.

## Alpinismo

### Prima ascensione
La prima ascensione alla vetta fu compiuta dall'alpinista statunitense William Auguste Coolidge, insieme alle guide Christian Almer e Ulrich Almer, il 14 agosto 1879.

### Via normale
La via normale alla vetta si sviluppa sul versante nord-ovest. L'avvicinamento classico prevede la partenza da Sant'Anna di Valdieri. Seguendo il sentiero N4, si risale il vallone della Meris, raggiungendo il lago sottano della Sella, sul quale sorge il rifugio Dante Livio Bianco, che può essere utilizzato come punto d'appoggio. Da qui, seguendo il sentiero N25, si risale al lago soprano della Sella, da dove si volge a sinistra (sud) per il sentiero N17 in direzione del colle di Valmiana. Giunti a quota 2450 m circa, si volge a sinistra (est) per una pietraia, lungo un percorso segnato da ometti e bolli di vernice. Oltrepassati i laghi del Matto, si risale per pietraia, seguendo i segnali, fino alla base della cima Est, che si può raggiungere per pietraia senza percorso obbligato. Dallo stesso punto, si può salire alla cima centrale, la più elevata della cresta. Entrambi gli itinerari hanno difficoltà alpinistica: la salita alla cima est è valutata in F, mentre quella alla cima centrale è valutata PD+.
Data la lunghezza del percorso, è opportuno effettuare l'ascesa in due giorni, pernottando al rifugio Dante Livio Bianco.

### Alternativa
Un'alternativa alla via normale si sviluppa dal vallone di Valasco, con partenza dalle Terme di Valdieri. Si risale il vallone seguendo il tracciato della GTA - Via Alpina fino a quota 1760, dove si distacca sulla destra (sinistra orografica) il sentiero N17, che sale verso il colle di Valmiana. Giunti a quota 2785 m, in corrispondenza della cresta, si abbandona il sentiero principale per piegare a destra e raggiungere il passo Cabrera. Da qui, tenendosi sempre in quota, si traversa su pietraie e morene, poi si risale per nevaio alla forcella del Matto. Da qui, una cengia porta alla base della cima centrale, che si raggiunge con alcuni passaggi su roccia (difficoltà massima: III-). Questo itinerario ha difficoltà alpinistica valutata in PD.
I due itinerari possono essere uniti a formare un interessante giro ad anello.

### Traversata
È possibile effettuare la traversata completa delle quattro cime del monte. Raggiunta la cima est dal rifugio Livio Bianco, si raggiungono per cresta le altre tre cime, dopodiché si scende al Colle Cabrera e si scende dal vallone di Valasco. Questo itinerario ha difficoltà valutata in AD.

### Accesso invernale
L'itinerario della via normale è percorribile anche in condizioni invernali con un interessante itinerario di scialpinismo.

## Fauna
Il Monte Matto, così come il percorso descritto, è interamente compreso all'interno dell'Area Protetta del Parco delle Alpi Marittime; lungo gli itinerari di accesso è facile osservare la presenza di marmotte, camosci e, alle quote più elevate, di stambecchi.

## Galleria d'immagini

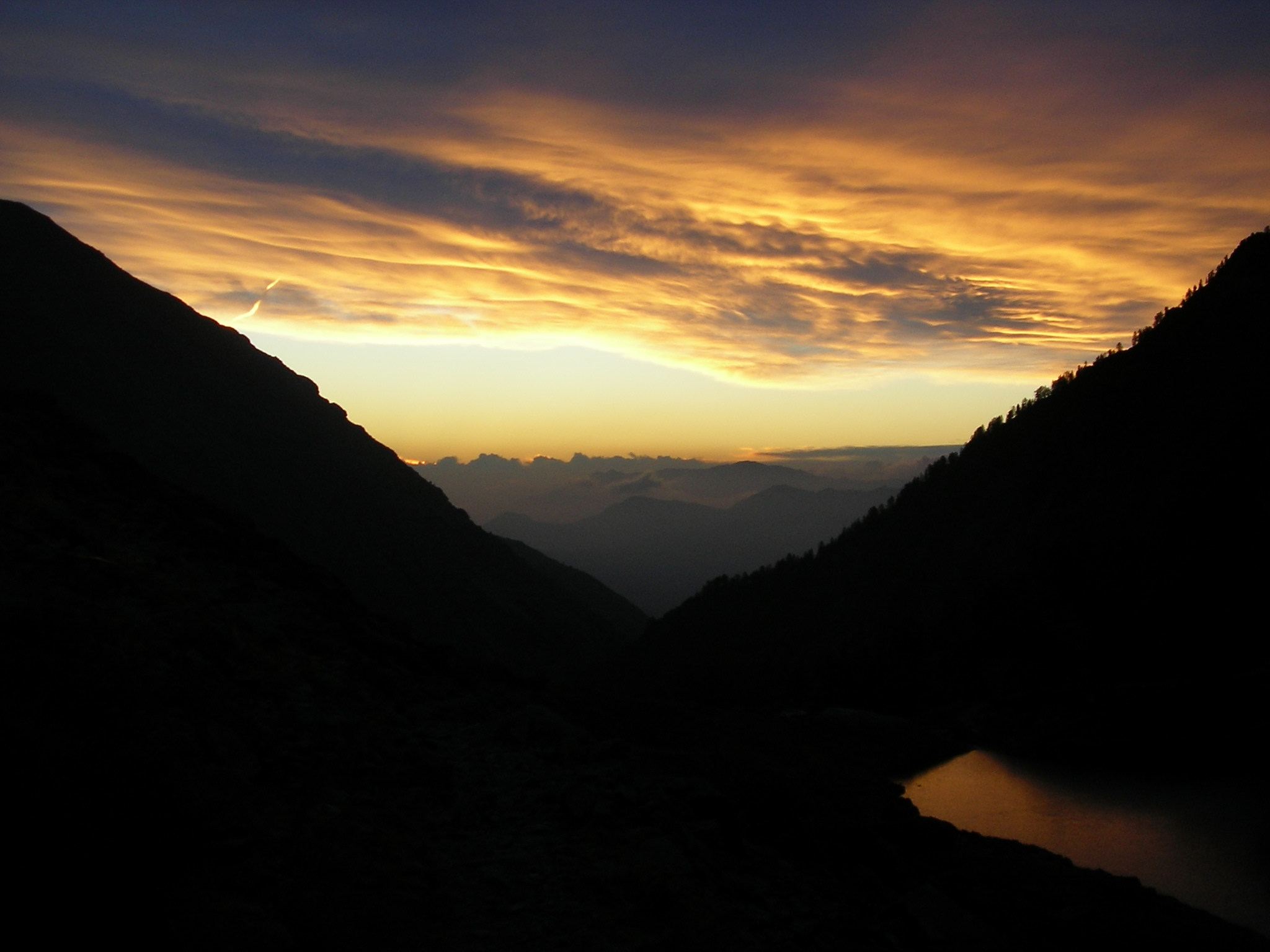
Vallone della Meris e le luci dell'alba
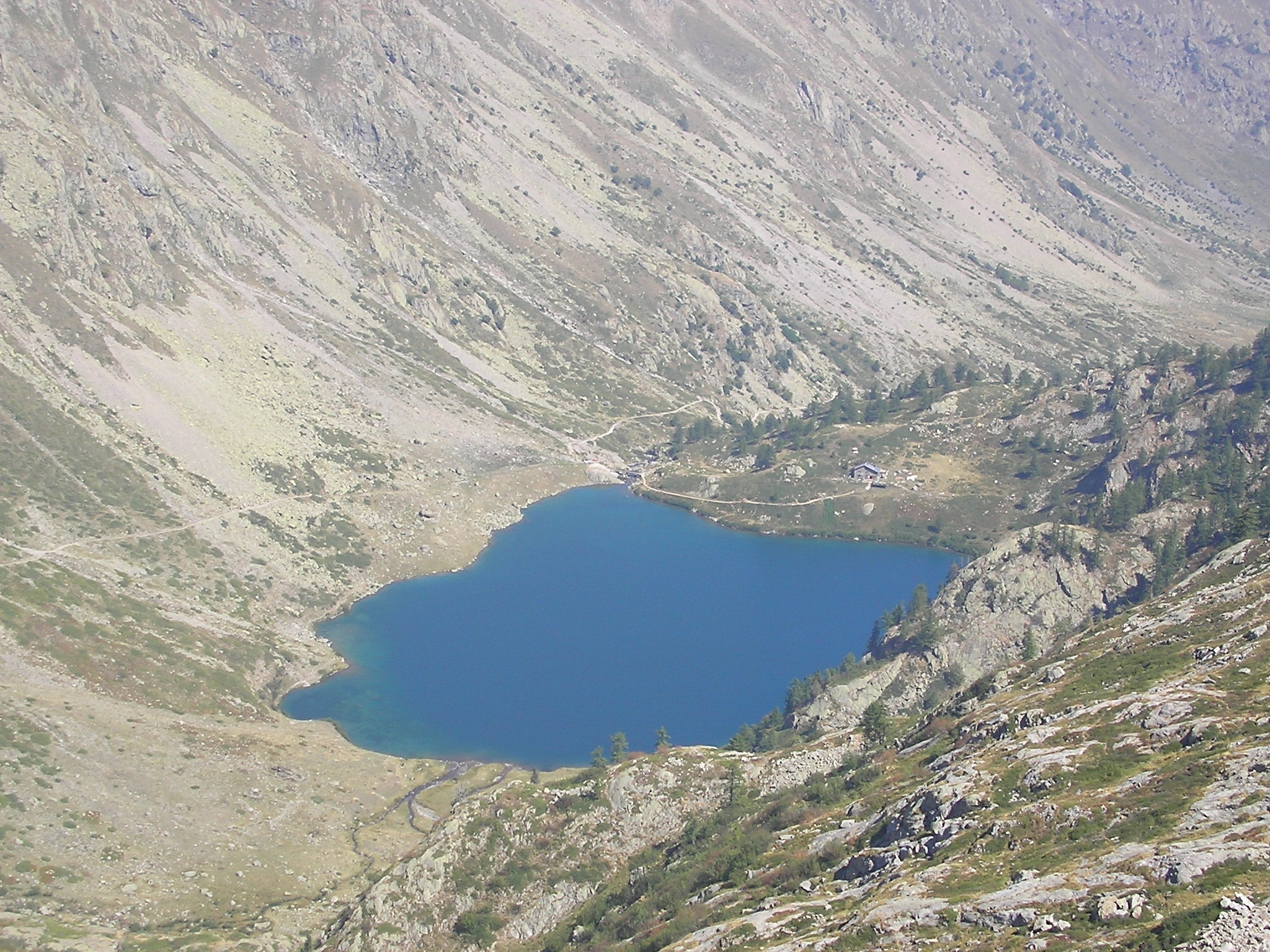
Panorama del Lago Sottano della Sella con il Rifugio "Livio Bianco"
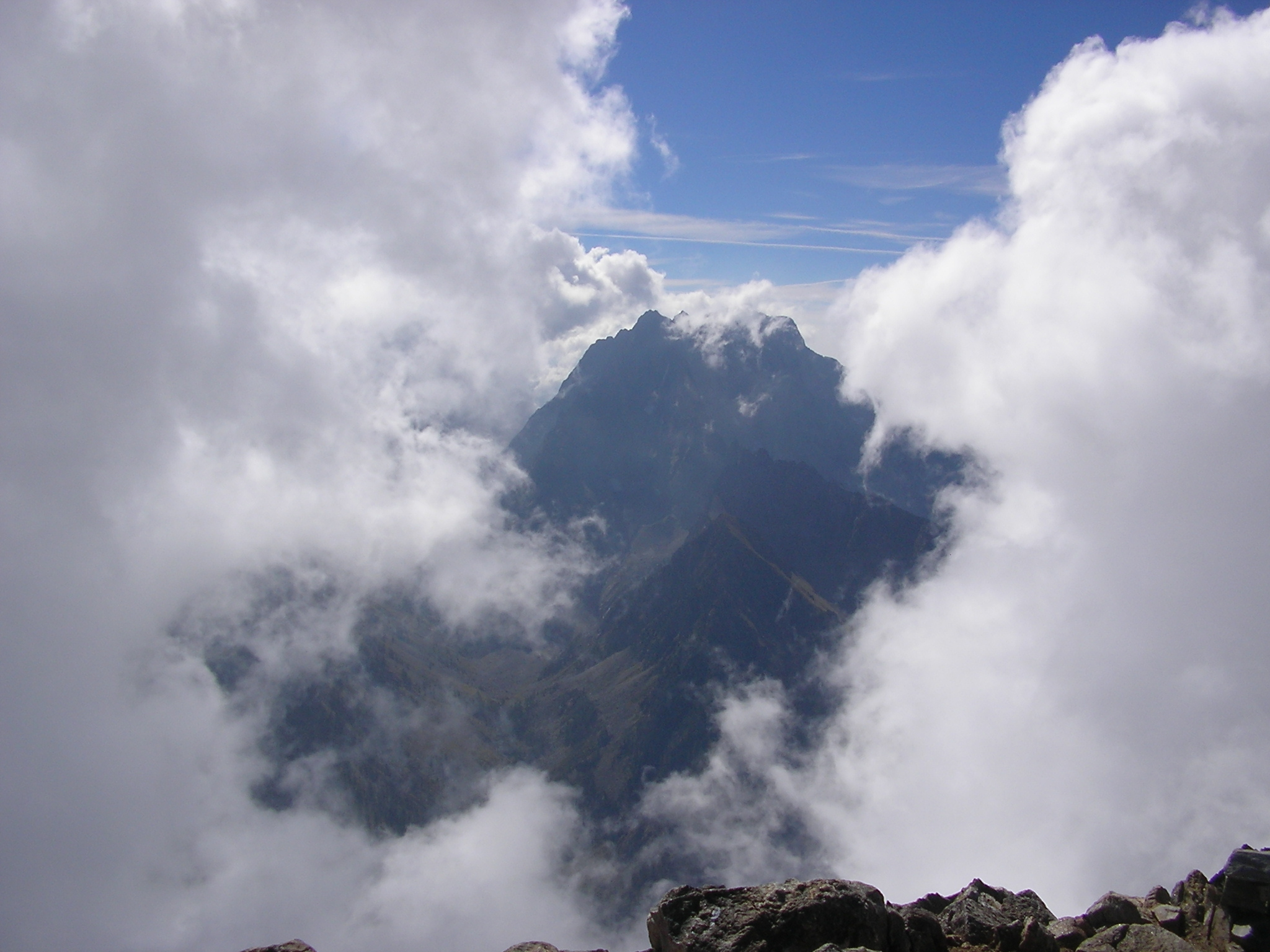
La Serra dell'Argentera vista dalla vetta del Monte Matto
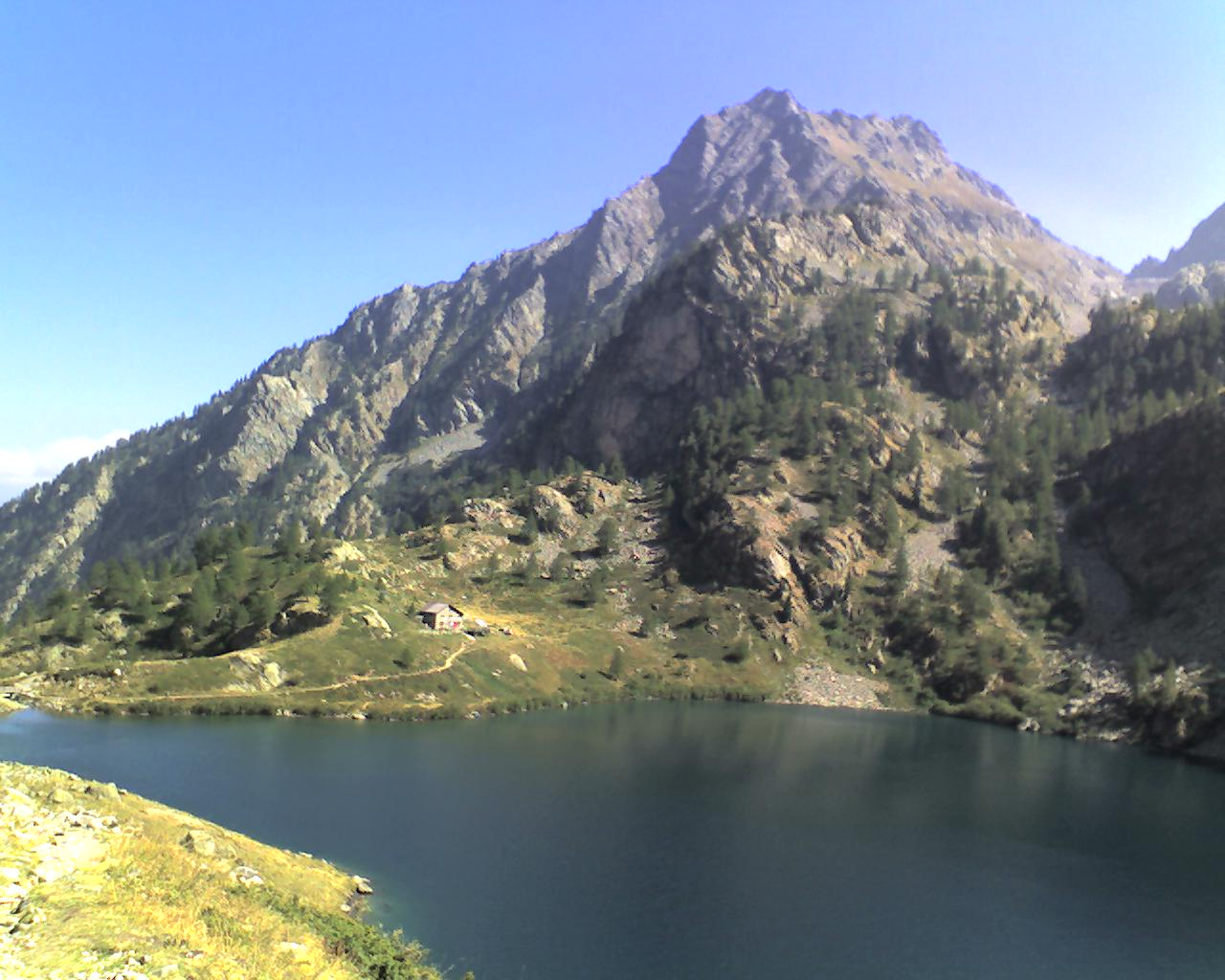
Il Lago Sottano della Sella, sullo sfondo il rifugio CAI "Dante Livio Bianco".
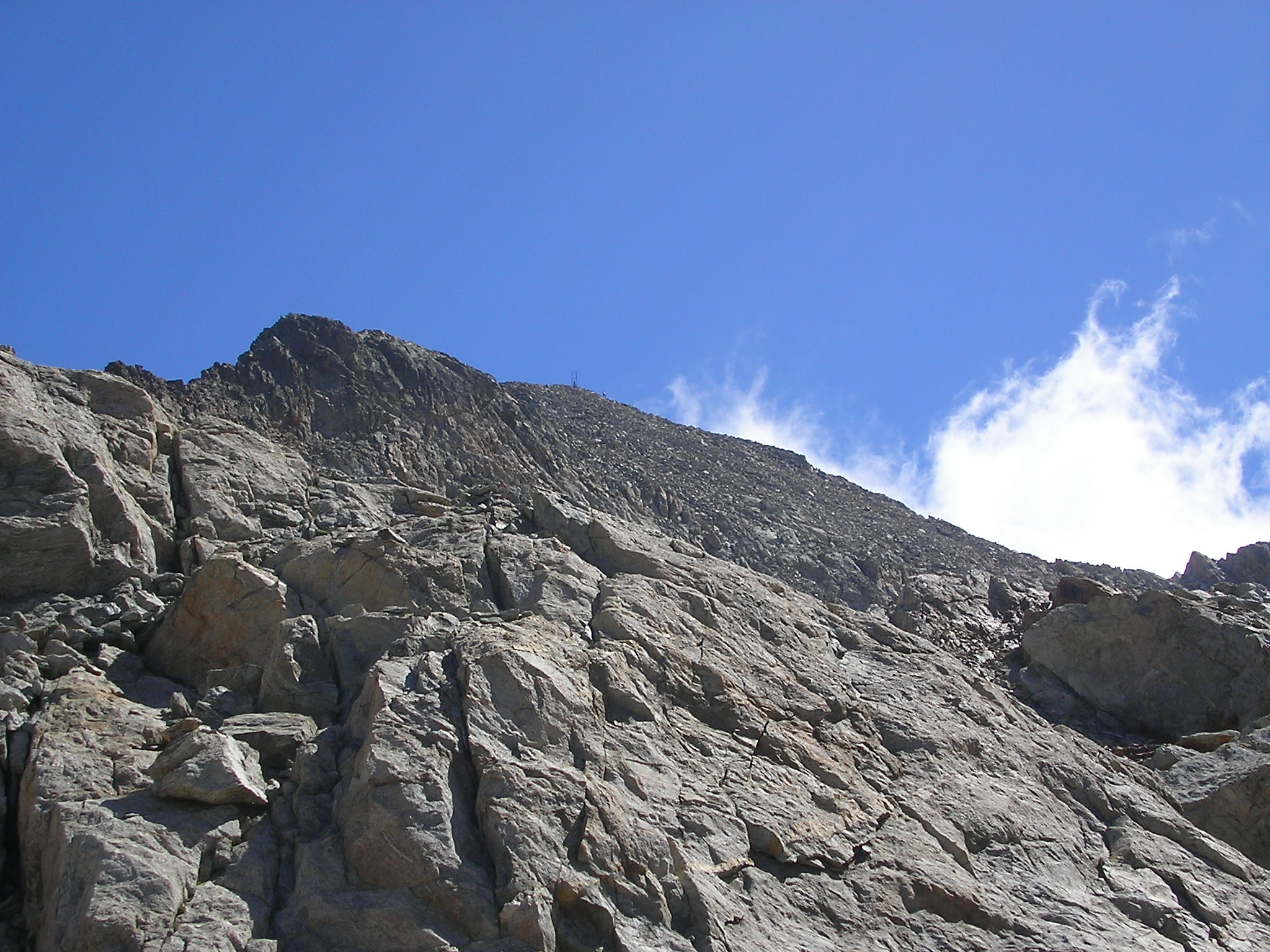
Salendo verso la Cima Est
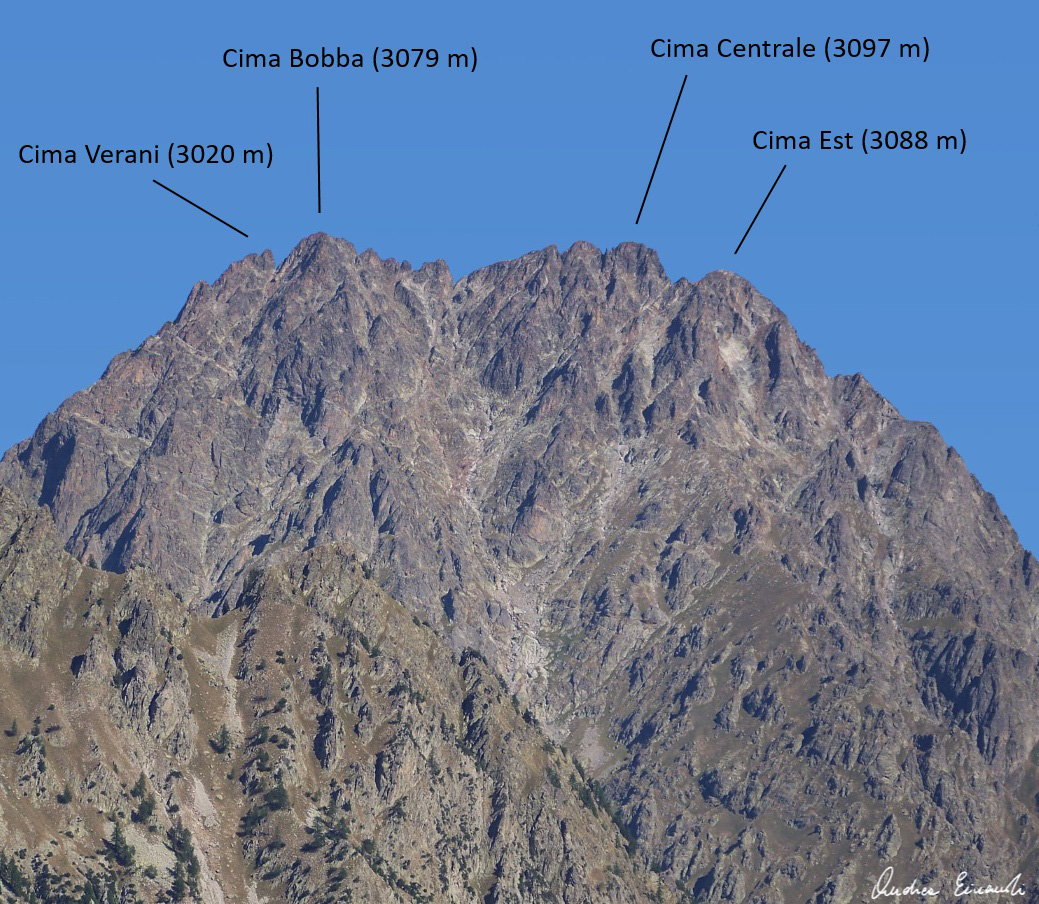
Cime del Monte Matto (versante sud)
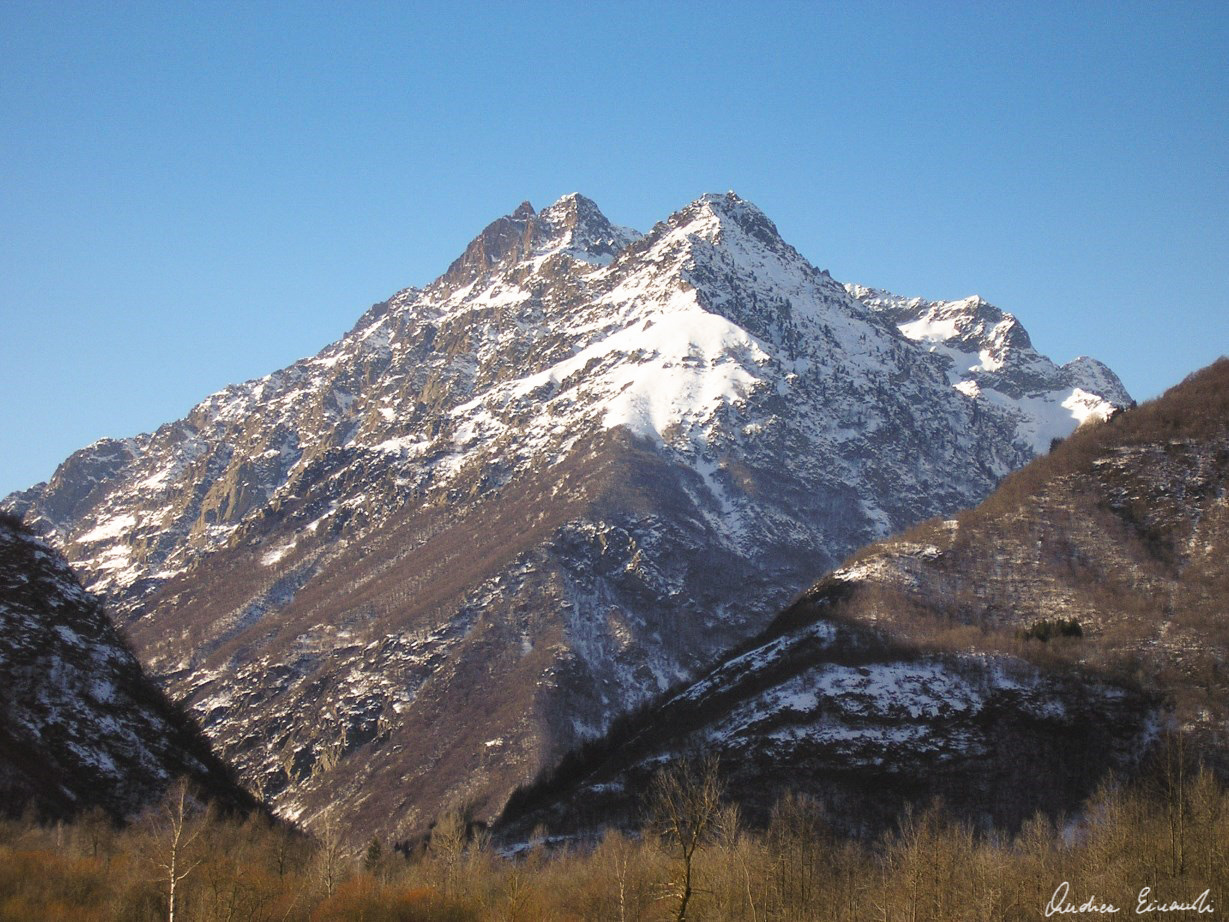
Monte Matto da est